# Playlist: The Very Best of Ace of Base
Albums de Ace of Base
The Golden Ratio
(2010) Hidden Gems
(2015)
Playlist: The Very Best of Ace of Base est une compilation du groupe suédois Ace of Base qui est sorti en 2011 uniquement aux États-Unis et contient 14 titres.

## Liste des pistes
1. All That She Wants (3:30)
2. The Sign (3:10)
3. Don't Turn Around (3:48)
4. Beautiful Life (3:38)
5. Lucky Love [Acoustic Version] (2:55)
6. Cruel Summer (3:32)
7. Whenever You're Near Me (3:29)
8. Never Gonna Say I'm Sorry (3:56)
9. Everytime It Rains (4:16)
10. Donnie (3:45)
11. Happy Nation (3:32)
12. Always Have, Always Will (3:47)
13. Life Is A Flower (3:41)
14. My Deja Vu (3:40)